# 丁镛
丁镛，南直隸上元縣人，明朝政治人物、進士出身。

## 生平
成化四年（1468年）戊子科應天鄉試第八十一名舉人。成化五年（1469年）聯捷進士。成化二十年（1484年）接替任福建兴化府知府。